# 논산시의 향토문화유적
"논산시의 향토문화유적은 다음 각 호에 해당하는 것으로 논산시장이 지정한 유적을 말한다.
1. 「문화재보호법」및「충청남도 지정문화재 보호 조례」에 따라 지정되지 아니한 것으로서 향토의 역사적·예술적·경관적·학술적 가치가 있는 자료에 대하여 보존·보호 할 필요가 있는 유형·무형·기념물·민속자료 등 유산
2. 향후 문화재로서 보존 가치가 있을 것으로 기대되는 유적
3. 향토문화·토속·풍속을 연구하는데 필요한 자료

## 참고 문헌
- 논산시 홈페이지 - 고시/공고